# Entephria ignorata
Entephria ignorata là một loài bướm đêm trong họ Geometridae.